# Bajo un sol feliz
Bajo un sol feliz es el octavo álbum de estudio de la banda argentina de punk rock Los Violadores, publicado en 2006 por EMI.

## Detalles
El CD marca el regreso de la banda a una compañía multinacional (EMI para el caso), y cuenta con 13 canciones; parte del material que compone este disco fue adelantado en el EP Y va... sangrando, de 2004.
La canción "Oficial u opositor" cuenta con Claudio O'Connor como invitado; el álbum sirvió así mismo de festejo por los 25 años de historia del grupo.

## Lista de canciones
1. "Bajo un sol feliz"
2. "Anita del mar"
3. "Combate"
4. "Nelson Chess"
5. "Mentiras"
6. "Zombie"
7. "Noche de rave"
8. "Fuego de artificio"
9. "Una marcha más"
10. "Un espía en La Habana"
11. "Oficial u opositor"
12. "Una historia, dos ciudades"
13. "Nancy Whiskey" (Tradicional irlandés) (Bonus track)

## Créditos
- Pil Trafa - Voz
- Tucán Barauskas - Guitarra
- Carlos "El Niño" Khayatte - Bajo
- Sergio Vall - Batería

Invitados
- Claudio O'Connor - voz en "Oficial u opositor"
- Steve Casadont - voz en "Nancy Whiskey"